# Hayley Wickenheiser
Hayley Wickenheiser, född 12 augusti 1978 i Shaunavon, Saskatchewan, Kanada, är en kanadensisk ishockeyspelare. Hayley Wickenheiser gjorde debut i det kanadensiska landslaget 1995. Hon har sammantaget vunnit fem VM-guld och två OS-guld, och anses av de flesta vara världens bästa hockeyspelare på damsidan. Hon stod för inte mindre än 17 poäng (5 mål, 12 assist) på 5 matcher i Olympiska vinterspelen 2006 i Turin, och röstades fram som "mest värdefulla spelare".
Kanadensiskans skicklighet på isen har gjort att hon även kunnat hävda sig mot större och starkare män, och följaktligen spela i herrlag. Två gånger har hon bjudits in av NHL-laget Philadelphia Flyers till försäsongsläger med deras rookies.  
Hon spelade 23 matcher för finländska HC Salamat i den finska tredjeligan säsongen 2003/2004 och blev första kvinnliga ishockeyspelare att göra mål i en professionell serie för herrar. Hon gjorde två mål och tio assist och hade seriens bästa tekningsstatistik den säsongen. Hon lämnade sin klubben i november 2003 och återvände hem.
2007 spelade hon två träningsmatcher för svenska IFK Arboga och gjorde två mål. Trots det framgångsrika provspelet fick hon inget kontrakt med Arboga.  Inför säsongen 2008/2009 värvades hon till svenska Eskilstuna Linden Hockey. 
Hon har också spelat softboll, där hon deltog för Kanada i Olympiska sommarspelen 2000 i Sydney.
I januari 2017 meddelades att hon slutar spela ishockey, för att i stället börja studera till läkare.

### Fotnoter
1. ↑  ”Ikon inom damhockeyn lägger av”. SVT Sport. 14 januari 2017. http://www.svt.se/sport/ishockey/ikon-inom-damhockeyn-lagger-av/. Läst 14 januari 2017.